# Siegfried Matthus
Siegfried Matthus (ur. 13 kwietnia 1934 w Mallenuppen w Prusach Wschodnich, zm. 27 sierpnia 2021 w Stolzenhagen) – niemiecki kompozytor.

## Życiorys
Studiował kompozycję w Berlinie u Rudolfa Wagnera-Régeny’ego (1952–1958) i Hannsa Eislera (1958–1960). Od 1964 roku był kompozytorem i doradcą do spraw muzyki współczesnej w Komische Oper Berlin. W 1985 roku otrzymał tytuł profesora. W 1991 roku założył w pałacu Rheinsberg operę kameralną (Kammeroper Schloss Rheinsberg) dla młodych muzyków. W 1996 roku otrzymał nagrodę niemieckiego oddziału Międzynarodowego Instytutu Teatralnego. W 2005 roku jego utwór Te Deum wykonano na uroczystości konsekracji odbudowanego ze zniszczeń wojennych kościoła Marii Panny w Dreźnie.
Członek wschodnioberlińskiej (1969) i zachodnioberlińskiej (1976) Akademie der Künste. W 1978 roku został członkiem Bayerische Akademie der Schönen Künste w Monachium. Otrzymał Nagrodę Państwową NRD II Klasy (1972 i 1984), Brązowy Order Zasługi dla Ojczyzny (1979) oraz Krzyż Zasługi 1. Klasy (2000) i Wielki Krzyż Zasługi (2014) Orderu Zasługi Republiki Federalnej Niemiec.

## Twórczość
We wczesnym okresie twórczości pod wpływem swojego nauczyciela Hannsa Eislera tworzył agitacyjne utwory o politycznym charakterze, w dziełach scenicznych sięgał po tematykę dramatu człowieka zaangażowanego w politykę. W latach 60. zainteresował się dodekafonią i zwrócił w stronę awangardy muzycznej. Eksperymentował ze środkami technicznymi, sięgał po serializm, aleatoryzm, dźwięki elektroniczne i stylizowane melodie ludowe. Na początku lat 70. wypracował własny system harmoniczny.
Zasłynął przede wszystkim jako twórca dzieł scenicznych. W muzyce instrumentalnej dążył do zwiększenia poziomu komunikatywności, sięgając po elementy programowe i odniesienia pozamuzyczne, np. w koncercie Der Wald, będącym protestem przeciwko wyniszczaniu lasów. Ponadto był autorem muzyki filmowej i użytkowej, a także opracowań pieśni Mendelssohna i utworów Brahmsa.

## Wybrane kompozycje
(na podstawie materiałów źródłowych)

### Utwory orkiestrowe
- Kleines Orchesterkonzert (1963)
- Inventionen (1964)
- Tua res agitur (1965)
- Koncert skrzypcowy (1968)
- 3 symfonie (I „Dresdner-Sinfonie” 1969, II 1975–1976, III „Gewandhaus-Sinfonie” na sopran, chór dziecięcy, organy i orkiestrę 1992–1993)
- Koncert fortepianowy (1970)
- Orchesterserenade (1974)
- Werther (1975)
- Koncert wiolonczelowy (1975)
- Drei Sommerbilder (1975)
- Responso (1976)
- Visionen na orkiestrę smyczkową (1978)
- Koncert fletowy (1978)
- Koncert kameralny na flet, klawesyn i orkiestrę smyczkową (1980)
- Koncert na trąbkę, kotły i orkiestrę (1982)
- koncert na kotły i orkiestrę Der Wald (1984)
- Divertimento (1985)
- Koncert obojowy (1985)
- Die Windsbraut (1985)
- Nächtliche Szene im Park (1987)
- koncert na harfę i orkiestrę Der See (1989)
- koncert na 3 trąbki i orkiestrę O namenlose Freude (1989–1990)
- Koncert fortepianowy (1992)
- Manhattan Concerto (1993–1994)
- Koncert na róg i orkiestrę (1994)
- Blow Out na organy i orkiestrę (1995)
- Das Land Phantasién (1995–1996)
- Ariadne (1997–1998)
- Koncert podwójny na flet, harfę i orkiestrę (1998)
- Capriccio „Kraft Variationen” na skrzypce i orkiestrę (1999)
- Furien-Furioso (1999)

### Utwory kameralne
- Sonata na róg, trąbkę, puzon, fortepian i kotły (1968)
- Musik na oboje i fortepian (1968)
- Oktet na klarnet, fagot, róg, 2 skrzypiec, altówkę, wiolonczelę i kontrabas (1970)
- Kwartet smyczkowy (1971)
- Trio na flet, altówkę i harfę (1972)
- Oktet na flet, obój, perkusję, fortepian i kwartet smyczkowy (1976)
- Nokturn na flet (1977)
- Adagio und Passacaglia na wiolonczelę i kontrabas (1982)
- Impromptu na flet (1984)
- Andante na obój i harfę (1986)
- oktet „Ich komm einem Weg” na klarnet, fagot, róg i kwartet smyczkowy (1989)
- Windspiele na skrzypce, altówkę i wiolonczelę (1995)
- Lichte Spiele na skrzypce, altówkę, wiolonczelę i fortepian (1996)
- Das Mädchen und der Tod na 2 skrzypiec, altówkę i wiolonczelę (1996)

### Utwory fortepianowe
- Variationen (1957)

### Utwory na głosy a cappella
- Liebeslieder fünfundvierzig na sopran, alt i chór (1960)
- Die Zeit hält den Atem na alt i chór (1964)
- Musica et vinum na chór (1969)
- Wir zwei na chór (1970)
- Wie die Saiten der Gitarre na chór dziecięcy lub chór żeński (1970)
- Das Jahr Zweitausend na chór (1970)

### Utwory wokalno-instrumentalne
- Kammermusik 65 na alt, głosy żeńskie i zespół instrumentów (1965)
- Lieder na głos wysoki i fortepian (1965–1969)
- Galilei na głos, 5 instrumentów i taśmę (1966)
- Höflichkeit na głos i fortepian (1967)
- Kantate von den Beiden na sopran, baryton, recytatora i orkiestrę (1969)
- Dorf na głos wysoki i fortepian (1971)
- Vokalsinfonie na sopran, baryton, 2 chóry mieszane, chór dziecięcy, organy i orkiestrę (1973–1974)
- Unter dem Holunderstrauch na sopran, tenora i orkiestrę (1976)
- Hyperion-Fragmente na bas i orkiestrę (1979)
- Holofernes na baryton i orkiestrę (1981)
- Die Lebesqualen des Catull na sopran, bas, chór i zespół instrumentów (1985–1986)
- Der über uns na głos i fortepian (1986; także wersja na tenora i 4 fagoty 1986–1993)
- Nachlieder na baryton, kwartet smyczkowy i harfę (1987)
- Wem ich zu gefallen suche na sopran lub tenora i orkiestrę (1990)
- Unrihige Zeit na baryton, altówkę i wiolonczelę (1990)
- Die Sonne sinkt na głos recytujący i kwartet smyczkowy (1994)
- Weisen von Liebe, Leben und Tod na głos średni i orkiestrę (1995)
- Sappho-Fragmente na chór i harfę (1997)

### Balety
- Match (1969)
- Alptraum einer Ballerina (1973)

### Opery
- Lazarillo von Tormes (1960–1963, wyst. Chemnitz 1964)
- Der letzte Schuss (1966–1967, wyst. Berlin 1967)
- Omphale (1972–1974, wyst. Weimar 1976)
- Judith (1982–1984, wyst. Berlin 1985)
- wizja operowa Die Weise von Liebe und Tod des Cornets Christoph Rilke (1983–1984, wyst. Drezno 1985)
- Graf Mirabeau (1987–1988, wyst. Berlin 1989)
- Farinelli oder Die Macht des Gesanges (1996–1997, wyst. Karlsruhe 1998)
- Kronprinz Friedrich (wyst. Rheinsberg 1999)